# لئونید لیبکین
لئونید لیبکین دانشمند در زمینه رایانه اهل ایالات متحده آمریکا و از دانشگاهیان دانشگاه ادینبرو است.

## زندگی
لیبکین یک دانشمند رایانه است که در مدیریت داده‌ها، به ویژه در تئوری بانک اطلاعاتی و منطق در علوم کامپیوتر فعالیت می‌کند.
لیبکین استاد دانشگاه ادینبورگ است، جایی که وی رئیس بنیادهای مدیریت داده‌ها در دانشکده انفورماتیک در پاریس است. او قبلاً در دانشگاه تورنتو و در آزمایشگاه‌های بل کار می‌کرد. او عضو انجمن سلطنتی ادینبورگ، و عضو آکادمیا اروپائی است.

## آثار
لیبکین نویسنده کتابهای درسی استاندارد در زمینه تئوری مدل محدود و تبادل داده‌است.